# Wayne Moore (natation)
Pour les articles homonymes, voir Wayne Moore.
Wayne Moore (né le 30 novembre 1931 et décédé le 20 février 2015) est un nageur américain. Lors des Jeux olympiques d'été de 1952 disputés à Helsinki il remporte la médaille d'or au relais 4 x 200 m nage libre et termine sixième de la finale du 400 m nage libre.

## Palmarès
- médaille d'or au relais 4 x 200 m nage libre aux Jeux olympiques d'Helsinki en 1952
- médaille d'or au relais 4 x 200 m nage libre aux Jeux panaméricains 1955
- médaille d’argent 400 m nage libre aux Jeux panaméricains 1955